# Eleições estaduais no Ceará em 1966
As eleições estaduais no Ceará em 1966 ocorreram em duas etapas conforme previa o Ato Institucional Número Três e por isso a eleição indireta do governador Plácido Castelo e do vice-governador Humberto Ellery foi em 3 de setembro e a eleição direta dos senadores Paulo Sarasate e Menezes Pimentel, além de 21 deputados federais e 65 estaduais aconteceu em 15 de novembro num ritual aplicado aos 22 estados e aos territórios federais do Amapá, Rondônia e Roraima.
Para governador foi escolhido o advogado Plácido Castelo. Nascido em Mombaça e graduado em 1930, integrou o Ministério Público e iniciou sua vida política em 1934 como suplente de deputado estadual pela Liga Eleitoral Católica do Ceará. Foi o primeiro presidente do Instituto de Previdência do Estado do Ceará e depois assumiu a prefeitura de Fortaleza durante a interventoria de Beni Carvalho. Suplente de deputado federal pelo PPS em 1945, foi procurador do estado durante cinco anos. Eleito suplente de deputado estadual por duas vezes, ocupou a Secretaria de Agricultura no governo Raul Barbosa sendo eleito deputado estadual pelo PSP em 1954 e 1962 filiando-se depois à ARENA, sendo eleito governador em 1966. Para vice-governador foi escolhido o general Humberto Ellery, superintendente da Caixa Econômica Federal no Ceará.
Nascido em Fortaleza e formado na Universidade Federal do Ceará em 1930, o advogado, Paulo Sarasate é também professor e jornalista e como tal fundou o jornal O Povo ao lado de Demócrito Rocha. Membro da Ordem dos Advogados do Brasil e da Associação Cearense de Imprensa, iniciou sua carreira política como deputado estadual em 1935 até a extinção de seu mandato pelo Estado Novo. Após voltar à política filiou-se à UDN sendo eleito deputado federal em 1945, 1950, 1958 e 1962 e governador do Ceará em 1954. Filiado à ARENA foi eleito senador em 1966, porém faleceu na capital cearense em 23 de junho de 1968  e assim foi efetivado Waldemar Alcântara.
Em virtude dos falecimentos sucessivos de Carlos Jereissati e Antônio Jucá foi aberta outra vaga de senador pelo Ceará cujo eleito teria um mandato de quatro anos e para ocupá-la foi eleito o advogado Menezes Pimentel. Nascido em Santa Quitéria e formado em 1914 na Universidade Federal do Ceará, é co-fundador do Ginásio São Luís em Pacoti em 1907 e nele foi professor e exerceu a direção até 1946. Eleito deputado estadual pela Liga Eleitoral Católica teve o mandato extinto pela Revolução de 1930 e em 1935 foi eleito governador do Ceará. Empossado em 26 de maio, foi beneficiado pela decisão de Getúlio Vargas em mantê-lo no cargo durante o Estado Novo e com isso ficou no poder até 31 de outubro de 1945. Filiado ao PSD perdeu a eleição para senador em 1945, todavia foi eleito vice-governador em 1947 pela Assembleia Legislativa do Ceará e assim formou par com o governador Faustino de Albuquerque. Sem deixar o partido foi eleito deputado federal em 1950 e 1954 e senador em 1958, filiando-se à ARENA após o Regime Militar de 1964 instituir o bipartidarismo sendo reeleito em 1966.

## Resultado da eleição para governador
A escolha foi feita pela Assembleia Legislativa do Ceará durante a qual se retiraram do plenário os quatorze deputados estaduais do MDB e dentre os membros da ARENA houve duas abstenções e a ausência de Samuel Lins, por razões de saúde.
| Candidatos a governador do estado | Candidatos a vice-governador | Número | Coligação             | Votação | Percentual |
| --------------------------------- | ---------------------------- | ------ | --------------------- | ------- | ---------- |
| Plácido Castelo ARENA             | Humberto Ellery ARENA        | -      | ARENA (sem coligação) | 47      | 95,92%     |
| Fontes:                           |                              |        |                       |         |            |

## Resultado da eleição para senador

### Mandato de oito anos
Dados fornecidos pelo Tribunal Regional Eleitoral do Ceará informam que para essa disputa houve 488.488 votos nominais (74,14%), 119.063 votos em branco (18,07%) e 51.295 votos nulos (7,79%) resultando no comparecimento de 658.846 eleitores.
| Candidatos a senador da República | Candidatos a suplente de senador | Número | Coligação             | Votação | Percentual |
| --------------------------------- | -------------------------------- | ------ | --------------------- | ------- | ---------- |
| Paulo Sarasate ARENA              | Waldemar Alcântara ARENA         | -      | ARENA (sem coligação) | 318.150 | 65,13%     |
| Aderbal Freire MDB                | João Castelo MDB                 | -      | MDB (em sublegenda)   | 102.752 | 21,03%     |
| Cordeiro Neto MDB                 | Eloá Sampaio MDB                 | -      | MDB (em sublegenda)   | 35.655  | 7,30%      |
| Moreira da Rocha MDB              | Glauco Lobo MDB                  | -      | MDB (em sublegenda)   | 31.931  | 6,54%      |
| Fontes:                           |                                  |        |                       |         |            |

### Mandato de quatro anos
Dados fornecidos pelo Tribunal Regional Eleitoral do Ceará informam que para essa disputa houve houve 410.688 votos nominais (62,34%), 210.920 votos em branco (32,01%) e 37.238 votos nulos (5,65%) resultando no comparecimento de 658.846 eleitores.
| Candidatos a senador da República | Candidatos a suplente de senador | Número | Coligação             | Votação | Percentual |
| --------------------------------- | -------------------------------- | ------ | --------------------- | ------- | ---------- |
| Menezes Pimentel ARENA            | Gentil Barreira ARENA            | -      | ARENA (sem coligação) | 222.369 | 54,15%     |
| Luís Cruz de Vasconcelos MDB      | Roberto Martins Rodrigues MDB    | -      | MDB (em sublegenda)   | 80.641  | 19,63%     |
| Paulo Sanford MDB                 | Lauro Maciel MDB                 | -      | MDB (em sublegenda)   | 57.508  | 14,00%     |
| Francisco Alves de Andrade MDB    | José Collares MDB                | -      | MDB (em sublegenda)   | 50.170  | 12,22%     |
| Fontes:                           |                                  |        |                       |         |            |

## Deputados federais eleitos
São relacionados os candidatos eleitos com informações complementares da Câmara dos Deputados.

Representação eleita
  ARENA: 16
  MDB: 5

| Deputados federais eleitos | Partido | Votação | Percentual | Cidade onde nasceu   | Unidade federativa  |
| Virgílio Távora            | ARENA   | 73.213  | 11,40%     | Jaguaribe            | Ceará               |
| Flávio Marcílio            | ARENA   | 29.623  | 4,61%      | Picos                | Piauí               |
| Humberto Bezerra           | ARENA   | 27.766  | 4,32%      | Juazeiro do Norte    | Ceará               |
| Martins Rodrigues          | MDB     | 26.778  | 4,17%      | Quixadá              | Ceará               |
| Manuel Rodrigues           | ARENA   | 24.691  | 3,85%      | Cariré               | Ceará               |
| Furtado Leite              | ARENA   | 23.254  | 3,62%      | Santana do Cariri    | Ceará               |
| José Dias de Macedo        | ARENA   | 23.254  | 3,62%      | Camocim              | Ceará               |
| Régis Barroso              | ARENA   | 22.107  | 3,44%      | Sobral               | Ceará               |
| Edilson Távora             | ARENA   | 20.842  | 3,25%      | Iguatu               | Ceará               |
| Ernesto Valente            | ARENA   | 20.176  | 3,14%      | Aracati              | Ceará               |
| Paes de Andrade            | MDB     | 19.409  | 3,02%      | Mombaça              | Ceará               |
| Ossian Araripe             | ARENA   | 18.054  | 2,81%      | Crato                | Ceará               |
| Delmiro Oliveira           | ARENA   | 17.339  | 2,70%      | Granja               | Ceará               |
| Walter Sá                  | ARENA   | 16.509  | 2,57%      | Fortaleza            | Ceará               |
| Álvaro Lins                | MDB     | 15.931  | 2,48%      | Pedra Branca         | Ceará               |
| Figueiredo Correia         | MDB     | 15.803  | 2,46%      | Várzea Alegre        | Ceará               |
| Vicente Ferrer             | ARENA   | 15.427  | 2,40%      | Lavras da Mangabeira | Ceará               |
| Padre Vieira               | MDB     | 15.026  | 2,34%      | Várzea Alegre        | Ceará               |
| Leão Sampaio               | ARENA   | 14.258  | 2,22%      | Barbalha             | Ceará               |
| Josias Gomes               | ARENA   | 14.245  | 2,22%      | Sobral               | Ceará               |
| Jonas Carlos               | ARENA   | 11.739  | 1,83%      | Almino Afonso        | Rio Grande do Norte |

## Deputados estaduais eleitos
A Assembleia Legislativa do Ceará recebeu 49 representantes da ARENA e 16 do MDB totalizando 65 deputados estaduais.

Representação eleita
  ARENA: 49
  MDB: 16

Fonteː
| Deputados estaduais eleitos    | Partido | Votação | Percentual | Cidade onde nasceu      | Unidade federativa |
| Adauto Bezerra                 | ARENA   | 13.483  |            | Juazeiro do Norte       | Ceará              |
| Mauro Benevides                | MDB     | 9.858   |            | Fortaleza               | Ceará              |
| Manuel de Castro               | ARENA   | 9.360   |            | Morada Nova             | Ceará              |
| Júlio Rêgo                     | ARENA   | 8.423   |            | Tauá                    | Ceará              |
| Aquiles Peres Mota             | ARENA   | 8.208   |            | Ipueiras                | Ceará              |
| Murilo Aguiar                  | ARENA   | 7.927   |            | Camocim                 | Ceará              |
| Claudino Sales                 | ARENA   | 7.872   |            | Novo Oriente            | Ceará              |
| Dorian Sampaio                 | MDB     | 7.862   |            | Rio de Janeiro          | Rio de Janeiro     |
| Gomes da Silva                 | ARENA   | 7.627   |            | Uruburetama             | Ceará              |
| Barros dos Santos              | ARENA   | 7.577   |            | Baturité                | Ceará              |
| Franklin Chaves                | ARENA   | 7.384   |            | Fortaleza               | Ceará              |
| Joaquim Barreto                | ARENA   | 7.172   |            | Solonópole              | Ceará              |
| Luciano Magalhães              | MDB     | 7.124   |            | João Pessoa             | Paraíba            |
| Édson Olegário Santana         | ARENA   | 6.886   |            | Missão Velha            | Ceará              |
| Eudásio Barroso                | MDB     | 6.765   |            | Itapipoca               | Ceará              |
| José Batista de Oliveira       | ARENA   | 6.630   |            | Pacatuba                | Ceará              |
| Derval Peixoto                 | ARENA   | 6.513   |            | Exu                     | Pernambuco         |
| Edson da Mota Corrêa           | ARENA   | 6.487   |            | Caucaia                 | Ceará              |
| Guilherme Gouveia              | ARENA   | 6.307   |            | Granja                  | Ceará              |
| Castelo de Castro              | MDB     | 6.239   |            | Mombaça                 | Ceará              |
| Raimundo Ximenes               | ARENA   | 6.094   |            | Fortaleza               | Ceará              |
| Irapuan Pinheiro               | MDB     | 5.878   |            | Solonópole              | Ceará              |
| José Mário Barbosa             | ARENA   | 5.845   |            | Maranguape              | Ceará              |
| Stênio Dantas                  | ARENA   | 5.829   |            | Missão Velha            | Ceará              |
| Cincinato Furtado Leite        | ARENA   | 5.823   |            | Santana do Cariri       | Ceará              |
| Aldenor Nunes Freire           | MDB     | 5.811   |            | Belém                   | Pará               |
| Adelino Alcântara              | ARENA   | 5.668   |            | São Gonçalo do Amarante | Ceará              |
| Wilson Machado                 | MDB     | 5.605   |            | Caririaçu               | Ceará              |
| Eufrasino Neto                 | MDB     | 5.578   |            | Poranga                 | Ceará              |
| João Viana                     | ARENA   | 5.564   |            | Cedro                   | Ceará              |
| Haroldo Martins                | ARENA   | 5.509   |            | Santa Quitéria          | Ceará              |
| Acilon Gonçalves               | ARENA   | 5.501   |            | Aurora                  | Ceará              |
| João Frederico                 | ARENA   | 5.454   |            | Sobral                  | Ceará              |
| Carlos Alberto Arruda          | ARENA   | 5.439   |            | Sobral                  | Ceará              |
| Ernani Viana                   | ARENA   | 5.421   |            | Caucaia                 | Ceará              |
| Joel Marques                   | ARENA   | 5.415   |            | Tauá                    | Ceará              |
| Firmo de Aguiar                | ARENA   | 5.408   |            | Massapê                 | Ceará              |
| João Batista de Aguiar         | ARENA   | 5.350   |            | Massapê                 | Ceará              |
| José de Figueiredo Correia     | MDB     | 5.312   |            | Várzea Alegre           | Ceará              |
| José Martins Timbó             | ARENA   | 5.228   |            | Hidrolândia             | Ceará              |
| Kleber Calou                   | ARENA   | 5.224   |            | Crato                   | Ceará              |
| Marcelo Holanda                | ARENA   | 5.203   |            | Pacoti                  | Ceará              |
| José Correia Pinto             | ARENA   | 5.147   |            | Fortaleza               | Ceará              |
| Ésio Pinheiro                  | ARENA   | 5.101   |            | Jaguaribe               | Ceará              |
| Brasilino de Freitas           | ARENA   | 5.099   |            | Quixadá                 | Ceará              |
| Fernando Melo                  | ARENA   | 5.032   |            | Ibiapina                | Ceará              |
| Almir Pinto                    | ARENA   | 4.981   |            | Lavras da Mangabeira    | Ceará              |
| Alceu Coutinho                 | ARENA   | 4.953   |            | Independência           | Ceará              |
| José Simões dos Santos         | ARENA   | 4.902   |            | Russas                  | Ceará              |
| Chagas Vasconcelos             | MDB     | 4.858   |            | Santana do Acaraú       | Ceará              |
| Januário Feitosa               | ARENA   | 4.838   |            | Cajazeiras              | Paraíba            |
| Racine Távora                  | ARENA   | 4.727   |            | Iguatu                  | Ceará              |
| Paulo Benevides                | ARENA   | 4.717   |            | Mombaça                 | Ceará              |
| Jeová Costa Lima               | ARENA   | 4.683   |            | Itaiçaba                | Ceará              |
| Nodge Nogueira Diógenes        | MDB     | 4.665   |            | Jaguaribe               | Ceará              |
| Neves Osterno                  | ARENA   | 4.590   |            | Marco                   | Ceará              |
| Epitácio Lucena                | MDB     | 4.574   |            | Iguatu                  | Ceará              |
| Raimundo Vieira                | ARENA   | 4.567   |            | Itapajé                 | Ceará              |
| Mosslair Cordeiro Leite        | MDB     | 4.551   |            | Maranguape              | Ceará              |
| Themístocles de Castro e Silva | ARENA   | 4.530   |            | Canindé                 | Ceará              |
| Obi Diniz                      | ARENA   | 4.445   |            | Cedro                   | Ceará              |
| Armando Aguiar                 | ARENA   | 4.392   |            | Massapê                 | Ceará              |
| Gervásio Marinho               | ARENA   | 4.383   |            | Boa Viagem              | Ceará              |
| Vilmar Pontes                  | MDB     | 4.306   |            | Massapê                 | Ceará              |
| Deusimar Lins                  | MDB     | 4.228   |            | Pedra Branca            | Ceará              |